# Crêt de Pont
Pour les articles homonymes, voir Pont (homonymie).
Le crêt de Pont est un sommet du massif du Jura, situé dans le Bugey. Il se trouve sur la commune de Souclin et culmine à 1 059 mètres d'altitude. Il est accessible via le GR 59.